# Drosophila basisetosa
Drosophila basisetosa är en tvåvingeart som beskrevs av Elmo Hardy 1965. Drosophila basisetosa ingår i släktet Drosophila och familjen daggflugor.
Artens utbredningsområde är Hawaii.